# Hauptfeldwebel-Lagenstein-Kaserne
Die Hauptfeldwebel-Lagenstein-Kaserne in Hannover ist eine Kaserne der Bundeswehr, in der jährlich bis zu 7000 Soldaten ausgebildet werden. Die Einrichtung wurde Anfang des 21. Jahrhunderts zu einer der modernsten militärischen Ausbildungsstätten in Europa ausgebaut.
Benannt ist die Kaserne nach Hauptfeldwebel Tobias Lagenstein. Sie ist damit die erste Kaserne, die nach einem im Auslandseinsatz gefallenen Bundeswehrsoldaten benannt wurde. Zuvor war die Kaserne während der Zeit des Nationalsozialismus als Emmich-Kaserne nach dem preußischen General der Infanterie Otto von Emmich und von 1956 bis zum 28. März 2018 als Emmich-Cambrai-Kaserne darüber hinaus nach der Schlacht von Cambrai während des Ersten Weltkriegs benannt.
Das Kasernengelände befindet sich an der Vahrenwalder Straße, Ecke Kugelfangtrift im Hannoverschen Stadtteil Vahrenheide.

## Geschichte

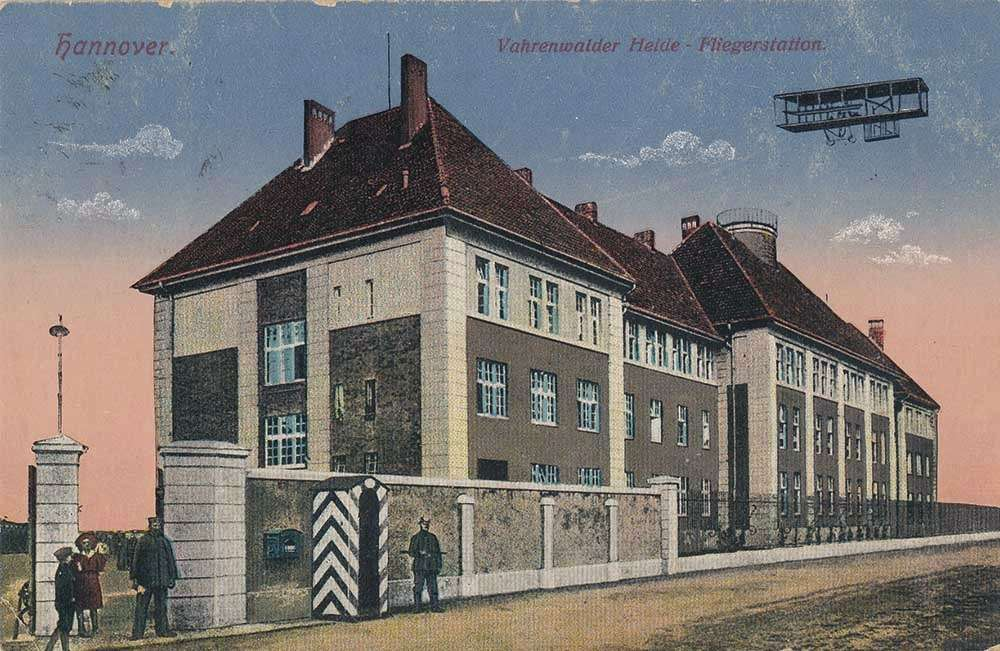
Die Fliegerstation auf der Vahrenwalder Heide mit einmontiertem Doppeldecker;
Lichtdruck; kolorierte Ansichtskarte Nr. 665 der Norddeutschen Papier-Industrie, um 1914

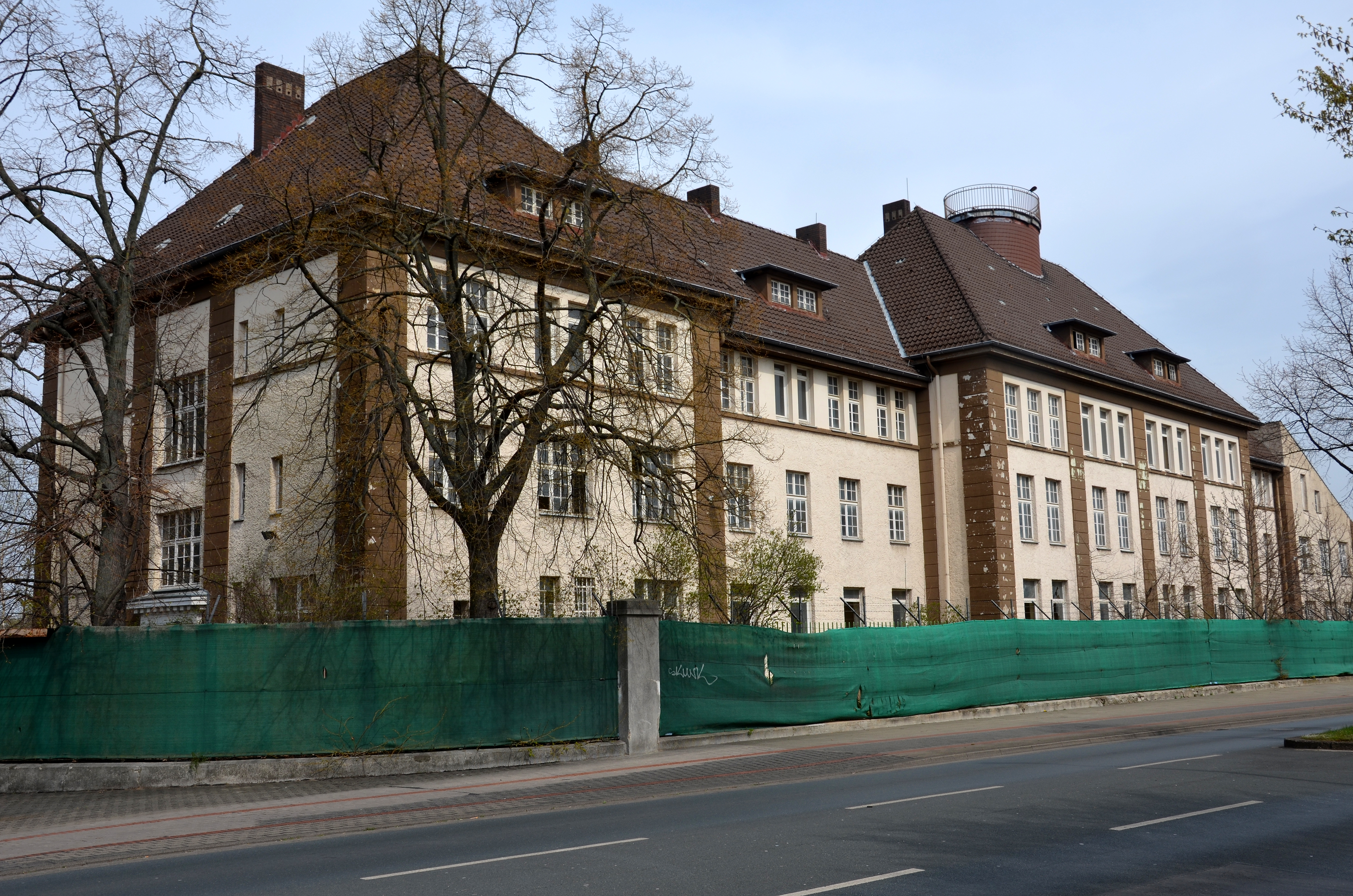
Dasselbe Gebäude wie links – eines der beiden Gebäude an der Kugelfangtrift, die aus der Zeit des ersten Flughafens erhalten sind

Auf der Vahrenwalder Heide bestand schon zur Zeit des Königreichs Hannover um 1850 ein Exerzierplatz, an den heute Straßennamen wie Großer Kolonnenweg oder Kugelfangtrift erinnern. Nach einer älteren Ausgabe des Adressbuchs der Stadt Hannover waren dort Schießstände aufgestellt, die in der Heidelandschaft lediglich über Feldwege erreicht werden konnten. Zur Zeit des Deutschen Kaiserreichs Anfang des 20. Jahrhunderts machte Karl Jatho auf dem weitläufigen Freigelände seine ersten Flugversuche.
Am Rand des Flugfelds entstand 1913 eine Fliegerkaserne der preußischen Armee, die ab 1918 als Kraftfahrzeug-Kaserne bezeichnet wurde und ab 1933 den Namen Cambrai-Kaserne trug. Die 1915 am Flugfeld entstandene Luftschifferkaserne wurde 1920 zur Füsilier- u. Infanterie-Kaserne, die 1916 entstandene Train-Kaserne 1920 zur Maschinengewehr-Kaserne; nach 1933 wurden beide zur Emmich-Kaserne vereinigt.

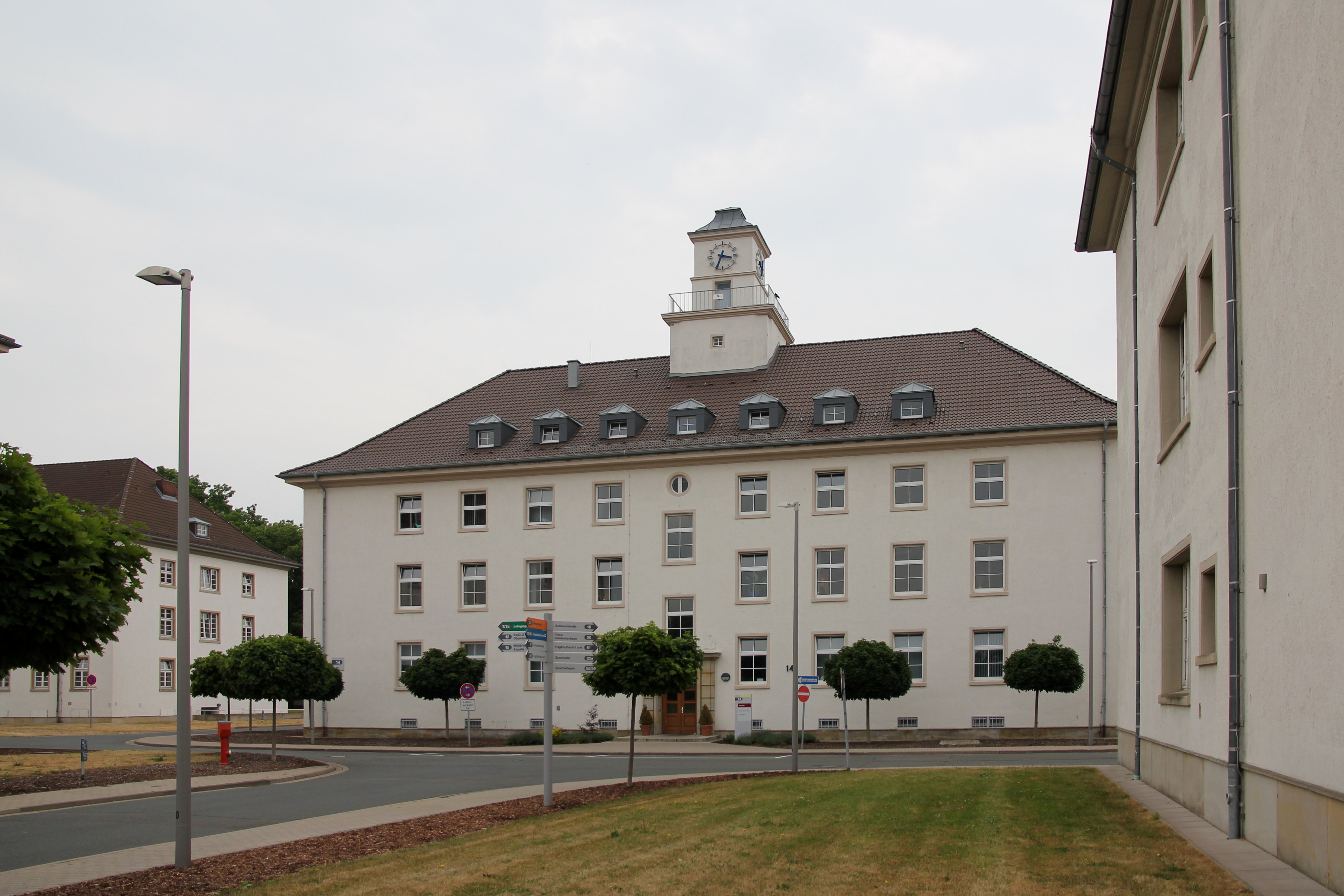
Das Gebäude 14 der Kaserne,
2015 Sitz von Schulstab, Schulkommandeur und Personalrat der Schule für Feldjäger und Stabsdienst der Bundeswehr

Während der Weimarer Republik genehmigte die Stadt Hannover 1928 dort den Flughafen Hannover-Vahrenwald, den ersten Flughafen der Stadt; heute dienen weite Flächen als Gewerbegebiet Alter Flughafen. Ferner wurde im Rahmen der Aufrüstung der Wehrmacht 1936 an der damals noch Staader Chaussee genannten Vahrenwalder Straße am Standort der heutigen Kaserne die sogenannte „Kriegsschule“ erbaut.

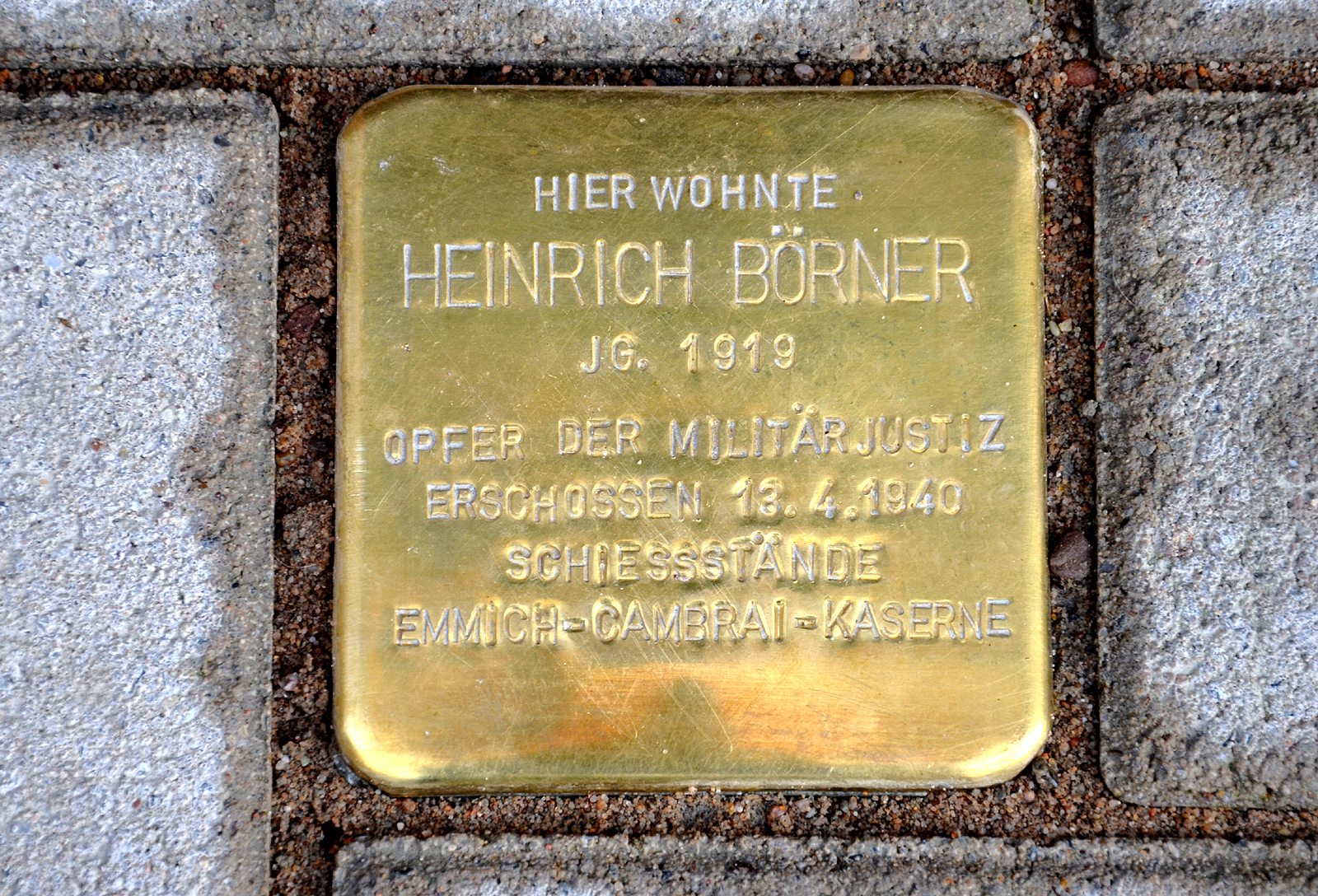
Stolperstein am Bohlendamm gegenüber dem Niedersächsischen Landtag für den am 13. April 1940 an den Schießständen der Kaserne in Vahrenheide hingerichteten Heinrich Börner (* 1919)

Der NS-Militärjustiz diente das Gelände an der Kugelfangtrift als Hinrichtungsstätte zur Vollstreckung von Todesstrafen an Soldaten, insbesondere wegen Fahnenflucht oder auch nur an die Wände gemalter Parolen: Nach einer letzten Nacht im Untersuchungsgefängnis der Wehrmacht am Waterlooplatz 16 wurden die Verurteilten zur Kugelfangtrift transportiert und an einen Pfahl gefesselt. Nach dem „Feuer“-Befehl erschossen Kommandos aus jeweils zehn Mann im Beisein von Wehrkreispfarrer Theodor Laasch oder dem vornehmlich in Limmer arbeitenden Superintendenten Kurt Feilcke die Verurteilten, wohl am Ort des späteren MG-Stands Nummer 8. Insgesamt 43 Soldaten sollen auf diese Weise hingerichtet worden sein; nach den wenigen verfügbaren Informationen soll man sie auf dem „Militärfriedhof Limmer“ beigesetzt haben, dem heutigen Friedhof Fössefeld.
Während des Zweiten Weltkriegs bestand unter der Adresse Hackethalstraße 79 ein Arbeitslager mit hölzernen Baracken für die Kaserne, in dem sogenannte „Ostarbeiter, Polen und Kriegsgefangene“ sich zum „Arbeitseinsatz“ melden mussten. Außerdem sollen weitere 300 Niederländer, Belgier, Tschechen und Italiener für „Maschinen-, Transport- und Hilfsarbeiten“ eingesetzt worden sein.

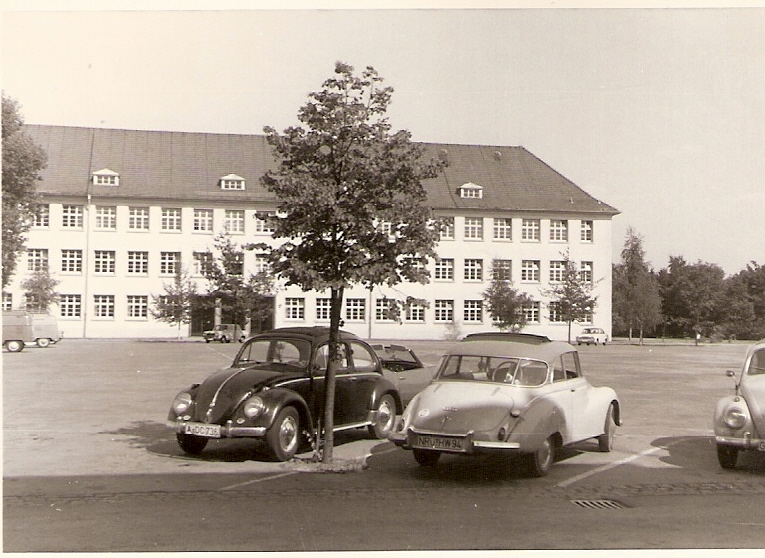
Die Heeresoffizierschule I (HOS I) 1968, Antreteplatz und Hörsaalgebäude

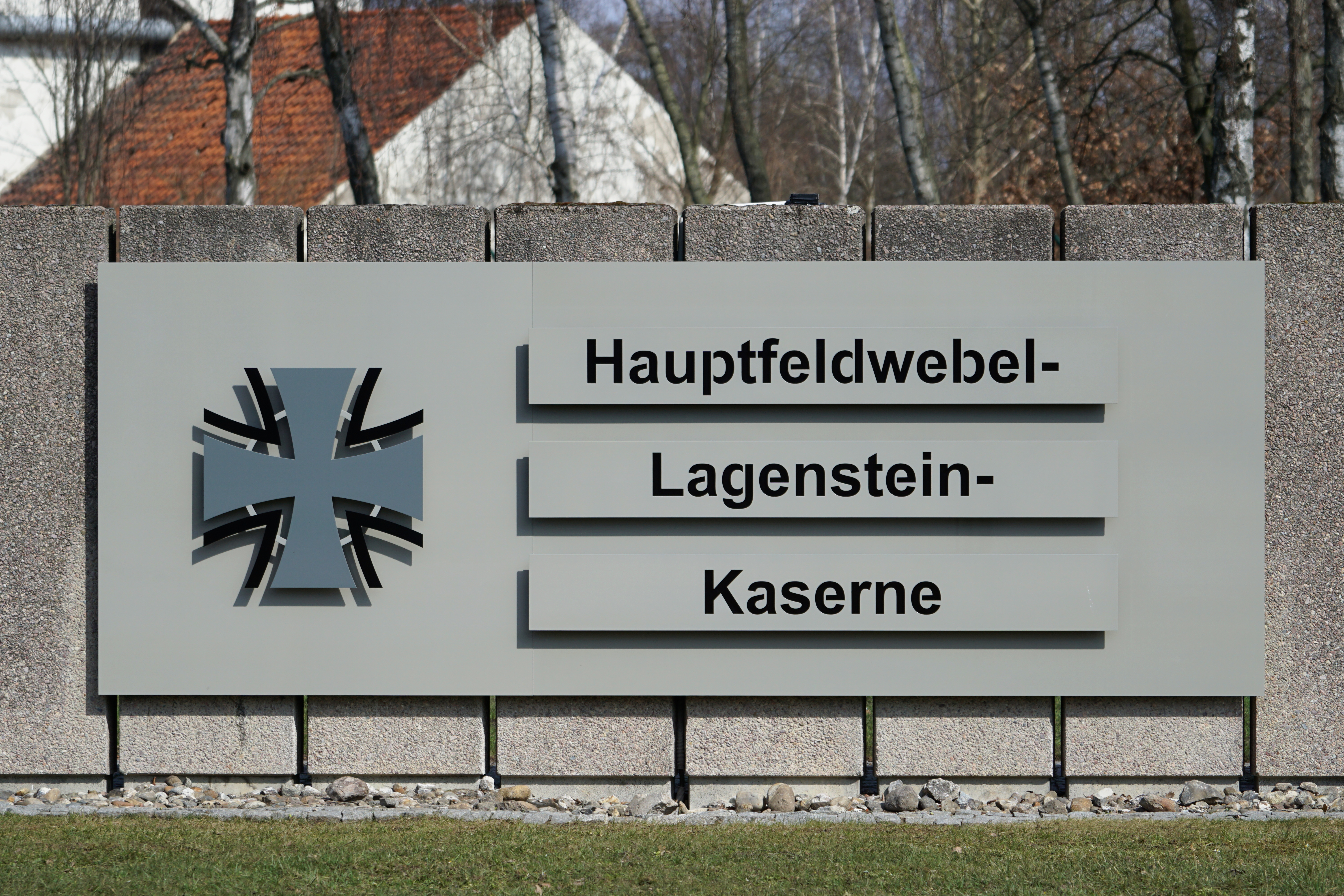
Schild am Haupteingang

Nach Kriegsende blieb das Gelände zunächst rund ein Jahrzehnt ungenutzt. Mit der Wiederbewaffnung erhielt die Militäranlage die Bezeichnung Emmich-Cambrai-Kaserne, im April 1956 nahm dort die Heeresoffizierschule I ihren Dienst auf. In den folgenden Jahrzehnten erhielten mehr als 50.000 junge Offiziere und Offiziersanwärter in Hannover-Vahrenheide ihre Ausbildung, ehe die Einrichtung 1998 im Zusammenhang mit der deutschen Wiedervereinigung nach Dresden verlegt wurde.
Im Jahr 1990 wurde auf dem Kasernengelände in Hannover ein Gedenkstein mit der Inschrift errichtet:
250 Jahre Feldjäger 1740–1990
Nach verschiedenen anderen Ideen zur Nutzung der Emmich-Cambrai-Kaserne fiel die Entscheidung, die Feldjäger-Schule der Bundeswehr von Sonthofen nach Hannover zu verlegen. Der Bund investierte daraufhin zwischen 2007 und 2009 etwa 80 Millionen Euro in Um- und Ausbauten. Die vergleichsweise gut erhaltenen Gebäude aus den 1930er Jahren wurden ein weiteres Mal saniert, dazu die schlechter erhaltenen Bauten der 1970er-Jahre. Zu Beginn des 21. Jahrhunderts entstand durch Umbau von 25 bestehenden Gebäuden und acht Neubauten schließlich eine der modernsten militärischen Ausbildungsstätten in Europa: Für jährlich rund 7000 Lehrgangsteilnehmer beispielsweise der „Schule für Feldjäger und Stabsdienst der Bundeswehr“ wurden etwa 900 Einzelzimmer modern eingerichtet. Zudem wird im Fachsanitätszentrum unterrichtet. Auch das „Dienstleistungszentrum Objektmanagement“ der Bundeswehr ist auf dem Kasernengelände untergebracht.
Im Feldjägermuseum findet sich seit 2009 auf rund 1.200 m² die Militärgeschichtliche Lehrsammlung (MGLS) mit circa 250 Exponaten zur Geschichte dieser Truppengattung.

## Umbenennung der Kaserne
Im Zuge der Vergangenheitsbewältigung wurde 2014 eine Umbenennung der Emmich-Cambrai-Kaserne vorgeschlagen, da dem verstorbenen Namensgeber Otto von Emmich die Beteiligung an Kriegsverbrechen im Ersten Weltkrieg vorgeworfen wird. Emmich war maßgeblicher Feldherr bei der Eroberung von Lüttich 1914 als Teil des völkerrechtswidrigen und von Massakern an Zivilisten begleiteten deutschen Überfalls auf das neutrale Belgien zu Beginn des Krieges.
Die Bundesverteidigungsministerin Ursula von der Leyen lehnte die Umbenennung jedoch zunächst ab. Gegenüber einer Initiative von Historikern erklärte Vizeadmiral Manfred Nielson schriftlich, dass „kein Grund besteht, eine Änderung der Namensgebung zu verfolgen,“ da es zu einer unterstellten persönlichen Schuld Emmichs keine wissenschaftliche Untersuchung gebe.
Die Terrorermittlungen gegen Franco A. und andere Bundeswehrsoldaten ab 2017 deckten mehrere Fälle von Rechtsextremismus in der Bundeswehr auf und lösten so eine anhaltende öffentliche Debatte aus. Nach den von Verteidigungsministerin von der Leyen öffentlich geäußerten Zweifeln sowohl an der Führung als auch an der Haltung der Truppe zeigte sich der Kommandeur des in der benachbarten Scharnhorst-Kaserne stationierten Kommando Feldjäger der Bundeswehr, Brigadegeneral Udo Schnittker, „erschüttert“ über die Kritik der Ministerin. In der Folge sprach sich die Mehrheit der in der Emmich-Cambrai-Kaserne stationierten Stammmannschaft der Feldjäger für eine Umbenennung der Militäreinrichtung aus. Der Landesvorsitzende Nord des Bundeswehrverbandes, Andreas Brandes, bezeichnete eine mögliche Umbenennung aufgrund unterstellter Kriegsverbrechen Otto von Emmichs allerdings als „mehr als irritierend“ und betonte, „die Ministerin wollte es anders.“ Zwar könne auch er, so Brandes, sich eine Umbenennung nach dem im Jahr 2011 im Rahmen der deutschen Beteiligung am Krieg in Afghanistan bei einem Selbstmordattentat in der Stadt Taloqan gefallenen Hauptfeldwebel Tobias Lagenstein vorstellen, doch müssten zunächst die laufenden Diskussionen über eine mögliche Änderung des Traditionserlasses der Bundeswehr abgeschlossen sein.
Anfang Juli 2017 geriet die Emmich-Cambrai-Kaserne erneut in den Fokus der Medien, nachdem dort mehrere tausend illegal gehortete Patronen im Spind eines Soldaten aufgefunden worden waren.
Ursula von der Leyen besuchte während ihrer Sommerreise 2017 die Hannoversche Feldjäger-Kaserne, als dort am 4. August des Jahres die Sportsoldaten nach ihrem Grundwehrdienst ihr Gelöbnis ablegten und am selben Tag zahlreiche Feldwebel- und Unteroffizieranwärter vereidigt wurden.
Am 28. März 2018 erfolgte in Anwesenheit der Bundesverteidigungsministerin von der Leyen die Umbenennung der Kaserne von „Emmich-Cambrai-Kaserne“ in „Hauptfeldwebel-Lagenstein-Kaserne“. Erstmals in der Geschichte der Bundeswehr wurde damit eine Kaserne nach einem im Auslandseinsatz der Bundeswehr gefallenen Soldaten benannt.